# 브링크 (영화)
《브링크》(영어: Blink)는 미국에서 제작된 마이클 앱티드 감독의 1993년 네오누아르 스릴러 영화이다. 매들린 스토, 에이든 퀸, 제임스 리마 등이 출연하였고, 데이비드 블로커 등이 제작에 참여하였다.

## 출연
- 매들린 스토
- 에이든 퀸
- 제임스 리마
- 피터 프리드먼
- 브루스 A. 영
- 로리 멧캐프

## 기타 제작진
- 배역: 린다 로이
- 미술: 댄 비숍
- 의상: 수전 라이올